# Vlaamse Kustvlakte

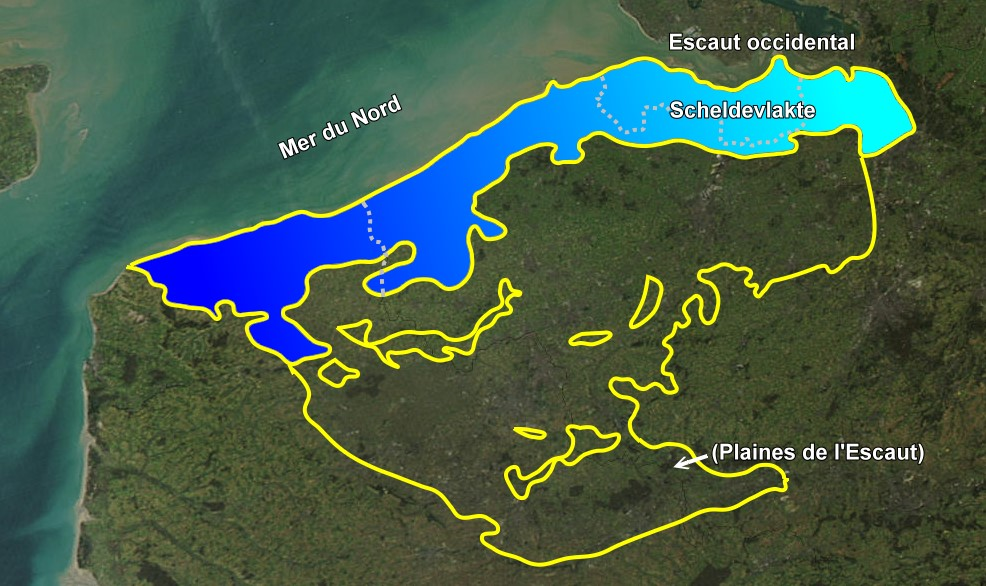
De Vlaamse Kustvlakte.

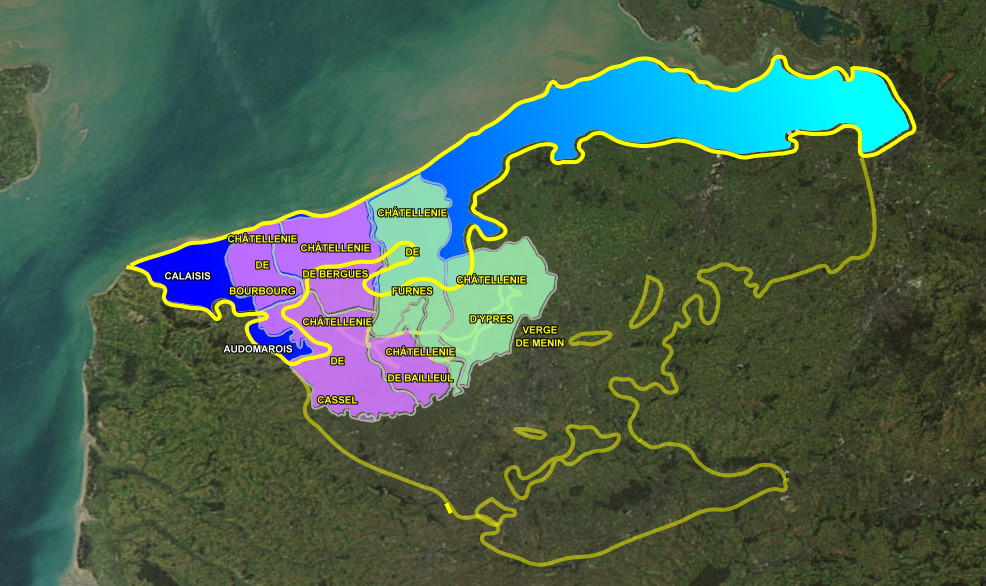
Verschillen met andere termen:
Vlaamse Kustvlakte (geel omlijnd)
Franse Westhoek of Zee-Vlaanderen
Oude provincie West-Vlaanderen (1713)

Vlaamse Kustvlakte (Frans: Plaine maritime flamande) is een geografische term voor het laaggelegen kustgebied in Frans-Vlaanderen ten oosten van Duinkerke, het Belgische West-Vlaanderen en Zeeuws-Vlaanderen. Het gebied bestaat uit de Belgische Kust, de aangrenzende kust in Frans- en Zeeuws-Vlaanderen en het aangrenzende binnenland, dat voor een groot deel uit polders bestaat.